# دانیلو مدینا
دانیلو مِدینا سانچز (به اسپانیایی: Danilo Medina Sánchez) (زاده ۱۰ نوامبر ۱۹۵۱)، رئیس‌جمهور وقت جمهوری دومینیکن از اوت ۲۰۱۲ تا کنون به مدت یک دوره ۴ ساله است. او عضو حزب آزادیبخش دومینیکن است.
دانیلو در دو رشته مهندسی شیمی و اقتصاد تحصیلات دارد. وی در سال ۱۹۸۶ برای نخستین بار در زندگی سیاسی خود به عنوان نماینده پارلمان انتخاب شد. پس از آن دو دور دیگر به عنوان نماینده پارلمان انتخاب شد و سپس رئیس کنگره ملی دومینیکن شد.
مدینا جایگزین لئونل فرناندز از حزب PLD شد. فرناندز، وکیل بزرگ‌شده در نیویورک و شخصیت علمی دانشگاهی بعد از دو دوره ۴ ساله ریاست‌جمهوری در این کشور کنار رفت. فرناندز در سال ۲۰۰۴ بعد از ایپولیتو میخا رئیس‌جمهور شد.

## انتخابات ریاست جمهوری
دانیلو مدینا، نماینده حزب حاکم در انتخابات ریاست جمهوری دومینیکن سال ۲۰۱۲، توانست دربرابر کاندیدای حزب مخالف، ایپولیتو میخا، رئیس‌جمهور سابق جمهوری دومینیکن به پیروزی رسید.
«مارگاریتا سدنیو»، به عنوان معاون رئیس‌جمهور از حزب حاکم انتخاب شد. رقیب سدنیو برای این پست «لوئیس آبینادر»، دستیار مخیا بود.
در انتخابات سال ۲۰۰۰ نیز مدینا و میخا با یکدیگر رقابت کردند و در نهایت ایپولیو مخیا پیروز این مبارزه انتخاباتی شد.